# Thomas Lähns

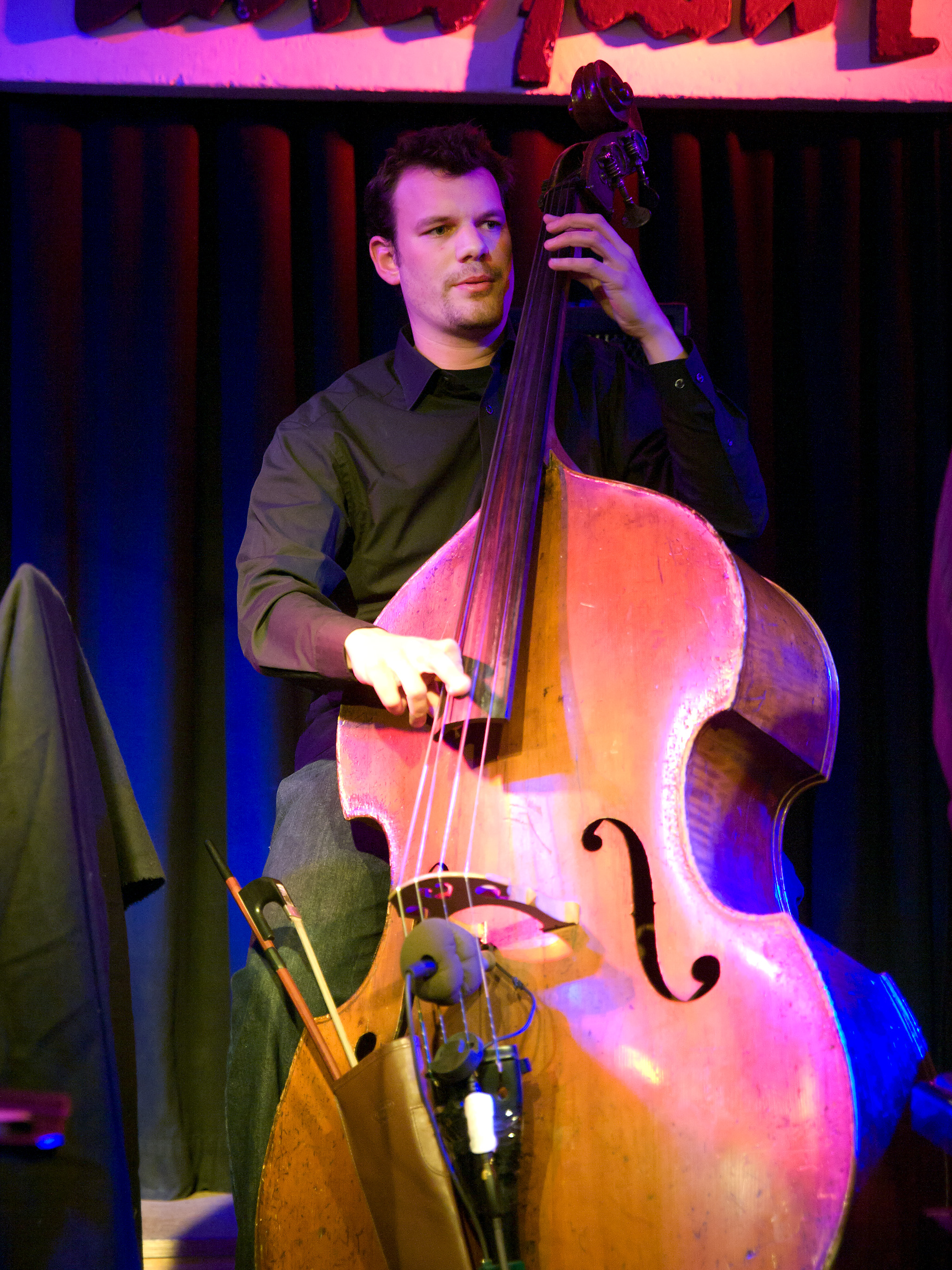
Thomas Lähns im Jazzclub Unterfahrt (München 2011)

Thomas Lähns (* 1981 in Basel) ist ein Schweizer Kontrabassist.

## Leben
Lähns kam 1994 als Bass-Schüler zu Tibor Elekes. 2001 begann er ein Kontrabass-Studium an der Musik-Akademie der Stadt Basel bei Wolfgang Güttler und Botond Kostyak. 2008 schloss er dieses mit dem Konzertdiplom ab. Im Jazz-Bereich hat er  mit  David Liebman, Greg Osby, Glenn Ferris oder Wolfgang Puschnig gearbeitet, und ist Gründungsmitglied des Jazz-Trios VEIN, zusammen mit Florian und Michael Arbenz, sowie Mitglied in Christoph Stiefels Inner Language Trio. Weiterhin ist er festes Mitglied der Basel Sinfonietta. Im klassischen Bereich spielte er unter den Dirigenten  Heinz Holliger und Péter Eötvös und trat unter anderem in Hans Werner Henzes Kontrabass-Konzert hervor. Er konzertierte als Solist nicht nur regelmässig in der Schweiz, in Deutschland und Frankreich, sondern 2009 auch in Südamerika.

## Diskographische Hinweise
- Michael & Florian Arbenz AMP Stringency (Meta, 2003)
- VEIN: Vein (2006)
- VEIN: Standards-No Standards (2007)
- VEIN: On Stage (Live-Aufnahme, 2010 nominiert für die Bestenliste des Preis der deutschen Schallplattenkritik).
- Christoph Stiefel Inner Language Trio Fortuna's Smile (2009)
- VEIN: VEIN meets Glenn Ferris (2006)
- Christoph Stiefel Inner Language Trio Live! (Basho Records, 2012)
- VEIN feat. Dave Liebman: Lemuria (Unit, 2012)
- Bassic Vibes: Autumn Waltz (Unit, 2016, mit Erich Fischer)
- Bassic Vibes: Love and Devotion (Unit, 2019, mit Erich Fischer sowie Alberto Garcia, Maira Zaugg)
- Erich Fischer Quartett: Space Race (Unit 2023, mit Dave Feusi, Tony Renold).[2]